# Pedro Macía
Pedro Macía (Madrid, 19 de febrero de 1944 - íd., 14 de abril de 2012) fue un periodista español.

## Trayectoria
Estudió Derecho, Radiodifusión y Periodismo. Sus inicios en el mundo del periodismo fueron a través de la radio, concretamente Radio Juventud (1961), desde donde pasó a Radio Nacional de España.
Ingresó en Televisión Española en 1963, prestando su voz para reportajes emitidos en Telediario. A partir de ese momento, desfiló por numerosos programas de la cadena a lo largo de la década de 1960: En antena (1963), Punto de vista (1964), Fin de semana (1965-1966), Revista para la mujer (1967), Por tierra, mar y aire (1968), Noches de Europa (1968), Un pueblo para Europa (1970), Investigación en marcha (1970)...
A partir de 1971 se apartó temporalmente del mundo de la comunicación y se dedicó a las relaciones públicas en distintas empresas. En 1973 volvió a TVE y se puso al frente del Telediario, en el que permanece durante la etapa de la Transición, hasta 1980. Durante la primera legislatura democrática, en 1979 no quiso dar una noticia impuesta por TVE sobre una huelga de RENFE que él suponía falsa, por lo que fue cesado y destinado a Canarias. En 1981 tras presentar durante un mes el informativo Crónica 3, se le designó director del Centro Regional de RTVE en Canarias, donde permanece hasta 1983.
Tras dirigir el programa informativo Siete días y el espacio cultural Un país de Sagitario puso en marcha el programa Punto de encuentro (1985-1987), que se emitía no sólo en España sino en todos los países de habla hispana.
En 1976 se le concedió el Premio Ondas (Nacionales de Televisión).
Es autor del libro Televisión Hora Cero, Madrid, Erisa, 1981.
Falleció a consecuencia de un cáncer.